# Sandkrabbspindel
Sandkrabbspindel (Xysticus sabulosus) är en spindelart som först beskrevs av Carl Wilhelm Hahn 1832.  
Sandkrabbspindel ingår i släktet Xysticus och familjen krabbspindlar. Enligt den svenska rödlistan är arten nära hotad i Sverige. Arten förekommer i Götaland, Gotland, Öland, Svealand och Övre Norrland. Artens livsmiljö är jordbrukslandskap, havsstränder. Utöver nominatformen finns också underarten X. s. occidentalis.